# ヴー・ホン・ナム

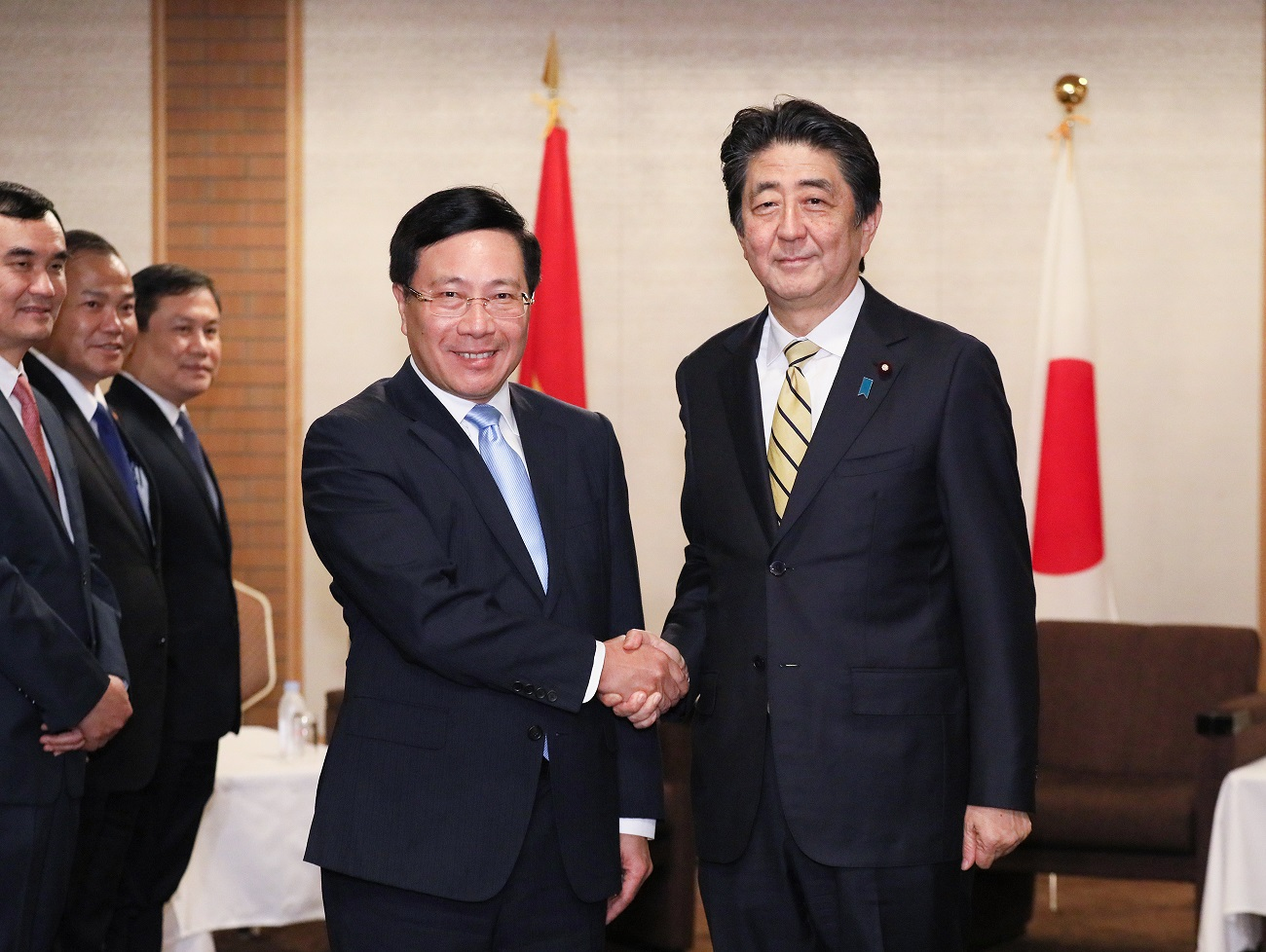
安倍晋三内閣総理大臣（一番右）と握手するファム・ビン・ミン副首相兼外務大臣（中央）。左から2番目の男性がナム駐日大使。

ヴー・ホン・ナム（ベトナム語：Vũ Hồng Nam / 武鴻南、1963年5月2日 - ）は、ベトナムの外交官。ハイズオン省出身。母国語のベトナム語に加えて、ロシア語・英語・日本語に堪能。1988年、外務省ソ連局専門官として外交界に入る。
在シドニーベトナム総領事（2007～2011年）や外務副大臣（2014～2018年）を経て、2018年10月から2022年9月にかけて駐日特命全権大使（信任状捧呈は12月）兼在マーシャル諸島大使（信任状捧呈は2019年5月）。
2019年10月22日、皇居正殿松の間で今上天皇の即位礼正殿の儀が執り行われ、グエン・スアン・フック首相と共に参列した。
2020年8月6日、原爆投下から75年目を迎える広島で開催された平和記念式典に参列し、原爆死没者への哀悼と平和への祈りを捧げた。
2022年9月21日、離任挨拶のため武井俊輔外務副大臣を表敬訪問した。
同年12月22日、新型コロナウイルス流行期の日本在住ベトナム人の帰国便手配を巡り、不正な賄賂を受け取ったとして捜査当局に逮捕された。12月27日、ヴー・ホン・ナムは党籍を剥奪された。